# House of the Binns

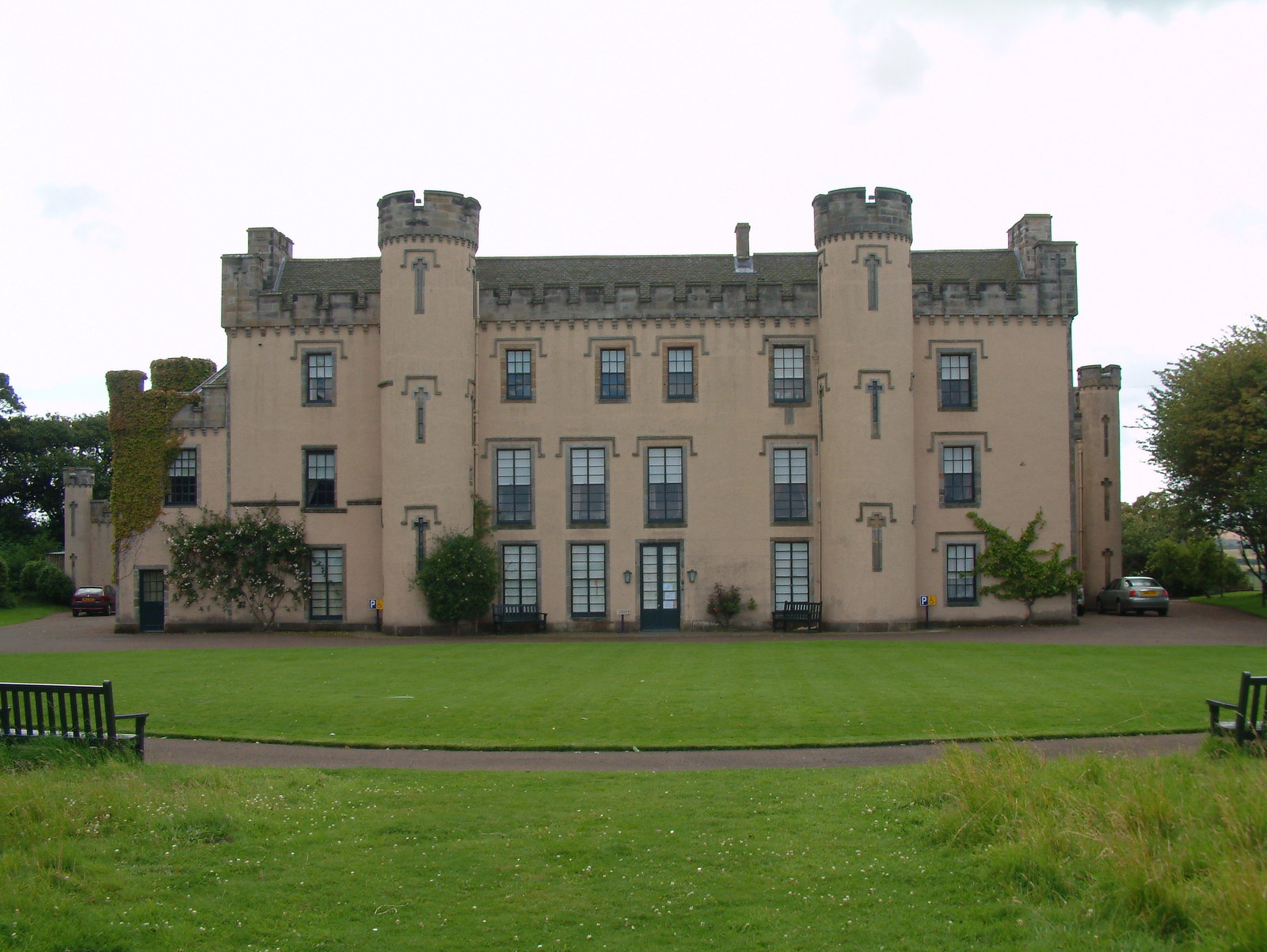
House of the Binns

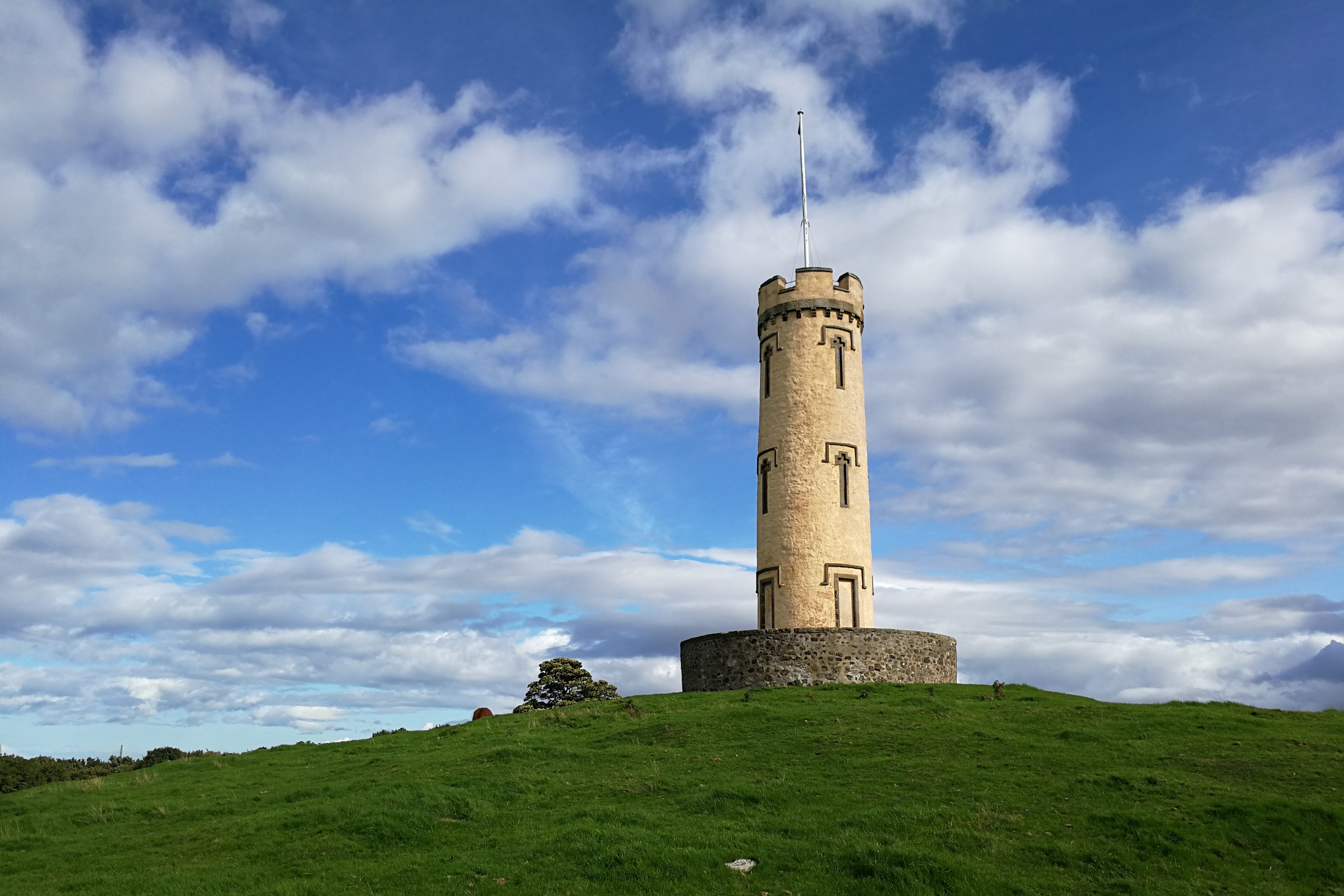
Folly in den Gärten

Das House of the Binns ist ein Herrenhaus nahe der schottischen Ortschaft Blackness in der Council Area West Lothian. 1971 wurden das Bauwerk in die schottischen Denkmallisten in der höchsten Denkmalkategorie A, 1987 die Außenanlagen in das Inventory of Gardens and Designed Landscapes in Scotland aufgenommen. 1944 übernahm der National Trust for Scotland das Objekt.

## Geschichte
Möglicherweise waren die Ländereien bereits zu Zeiten der Pikten besiedelt. Später entstanden weitere Bauwerke an diesem Ort, der im Jahre 1335 als Bynnis verzeichnet ist. 1478 befand sich dort ein Herrenhaus. Thomas Dalyell, ein Kaufmann aus Edinburgh, erwarb die Ländereien im Jahre 1612 und begann mit der Errichtung des heutigen House of the Binns. Die Arbeiten dauerten bis 1630 an. Für seinen Sohn, den General Thomas Dalziell, der 1666 die Covenanters in der Schlacht von Rullion Green besiegte, wurde das Bauwerk erweitert. Dieser stellte dort auch eine Dragonerschwadron auf, die Teil der späteren Royal Scots Greys wurde. Um 1810 wurde das Herrenhaus überarbeitet und erhielt seinen heutigen, schlossähnlichen Charakter. 2024 betrug die Besucherzahl etwa 30.000 Personen.

## Beschreibung
Das House of the Binns liegt am Ostrand von West Lothian rund einen Kilometer südlich von Blackness nahe dem Südufer des Firth of Forth. Es weist einen grob U-förmigen Grundriss auf. Die nordexponierte Frontseite des dreigeschossigen Gebäudes ist symmetrisch aufgebaut. Beidseitig treten Treppentürme mit stilisierten Zinnen halbrund hervor. Die Fassaden sind mit Harl verputzt. Traufseitig verblenden Zinnen das schiefergedeckte Satteldach. Möglicherweise handelte es sich ursprünglich um zwei Gebäude, welche später vereint wurden. Verschiedene Außengebäude ergänzen das Hauptgebäude. Markant ist der aus dem Jahre 1828 stammende Folly auf der Kuppe des Binns Hill.